# Інзівка
І́нзівка — село в Україні, у Приморській міській громаді Бердянського району Запорізької області. Населення складає 1339 осіб.

## Географія
Село Інзівка розташоване на правому березі річки Лозуватка, за 8 км від Азовського моря та за 35 км від станції Єлизаветівка. Вище за течією на відстані 6 км розташоване село Лозуватка, нижче за течією на відстані 9 км розташоване село Райнівка.

## Населення

### Мова
Розподіл населення за рідною мовою за даними перепису 2001 року:
| Мова            | Кількість | Відсоток |
| --------------- | --------- | -------- |
| російська       | 962       | 71.84%   |
| болгарська      | 226       | 16.88%   |
| українська      | 148       | 11.05%   |
| білоруська      | 2         | 0.15%    |
| інші/не вказали | 1         | 0.08%    |
| Усього          | 1339      | 100%     |

## Історія
Село Інзівка засноване у 1861 році переселенцями-болгарами з бессарабського села Ташбунар, на місці ногайського аулу Орманчи. У 1861 році група бессарабських болгар, що переселилися до Північної Таврії, назвали село на честь військового діяча, генерала від інфантерії Івана Інзова, якому в селі встановлено погруддя.

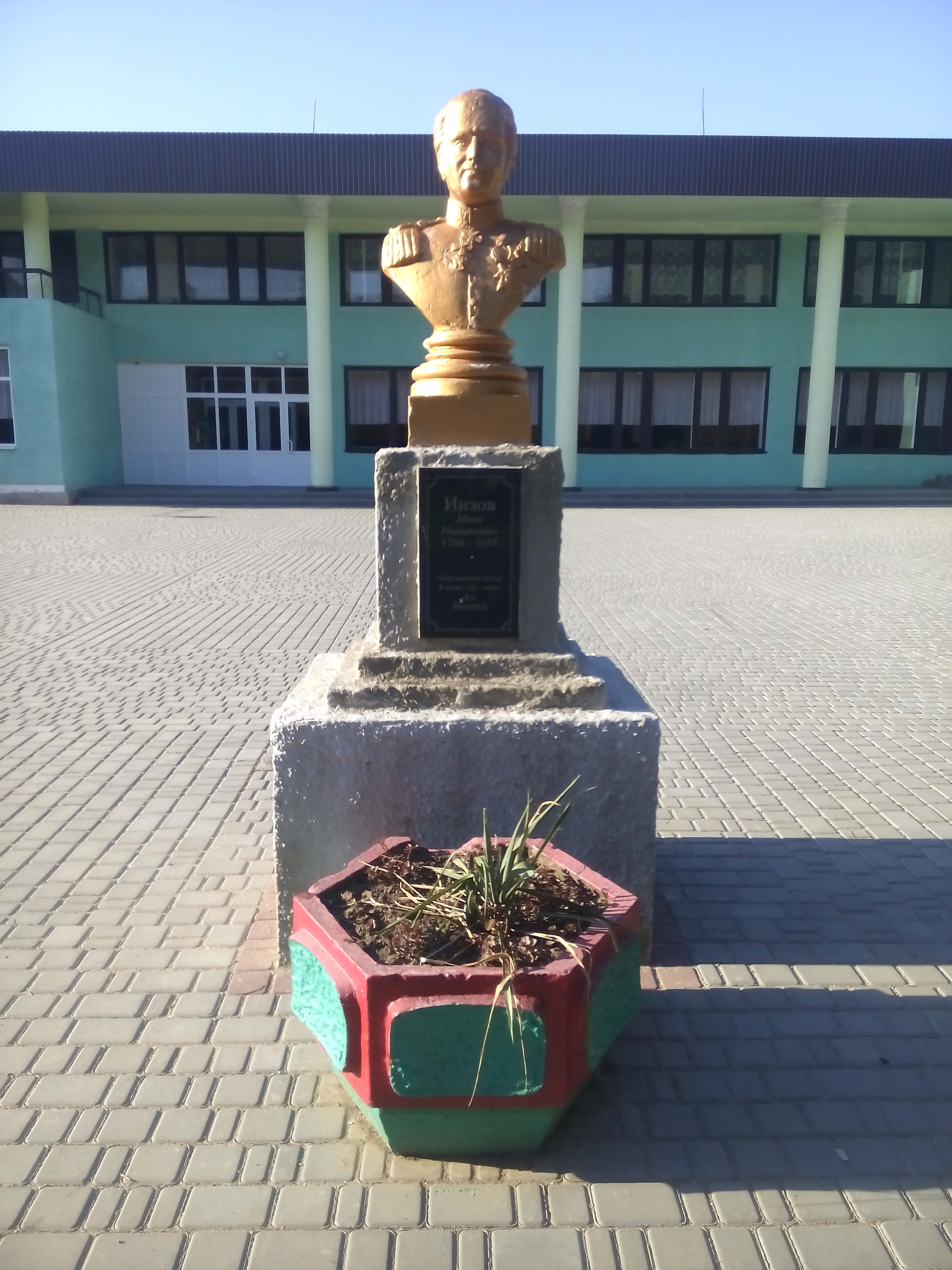
Пам'ятник Івану Інзову

27 листопада 1916 року в селі таврійських болгар народився Мішо Хаджійський. У травні 1942 року «сміливий бунтар», непокірний Мішо Хаджійський» прибув до Болгарії, щоб ознайомити болгарську громадськість із жахливим становищем, в якому опинилися болгари України. 26 вересня 1944 року Мішо Хаджійський був заарештований, у поліції його піддали тортурам. Після чого 16 листопада 1944 року його було звільнено. Тим часом, 22 листопада надійшла телефонограма від генералісімуса Сталіна маршалу Толбухіну, щодо примусового повернення таврійських болгар в СРСР. Вже 7 грудня 1944 року в  Білоградчику Мішо Хаджійського знову спробували заарештувати. Однак, не давшись до рук катів, Мішо наклав на себе руки.
12 червня 2020 року, відповідно до розпорядження Кабінету Міністрів України № 713-р «Про визначення адміністративних центрів та затвердження територій територіальних громад Запорізької області», село увійшло до складу Приморської міської громади Приморського району.
19 липня 2020 року, в результаті адміністративно-територіальної реформи та ліквідації Приморського району, село увійшло до складу Бердянського району.
Село тимчасово окуповане російськими військами 24 лютого 2022 року.

## Демографія
За переписом 2001 року рідні мови населення: російська (71,84 %), болгарська (16,88 %), українська (11,05 %).
Станом на 2017 рік більшість населення спілкується російською мовою, болгарську знають лише кілька літніх людей. В школі болгарську мову викладають лише кілька разів на рік, тому молодь фактично не знає болгарської.

## Економіка
- «Вільний», ТОВ.

## Об'єкти соціальної сфери
- Школа.
- Дитячий садочок.
- Будинок культури.
- Лікарня.
- Церква.

## Галерея

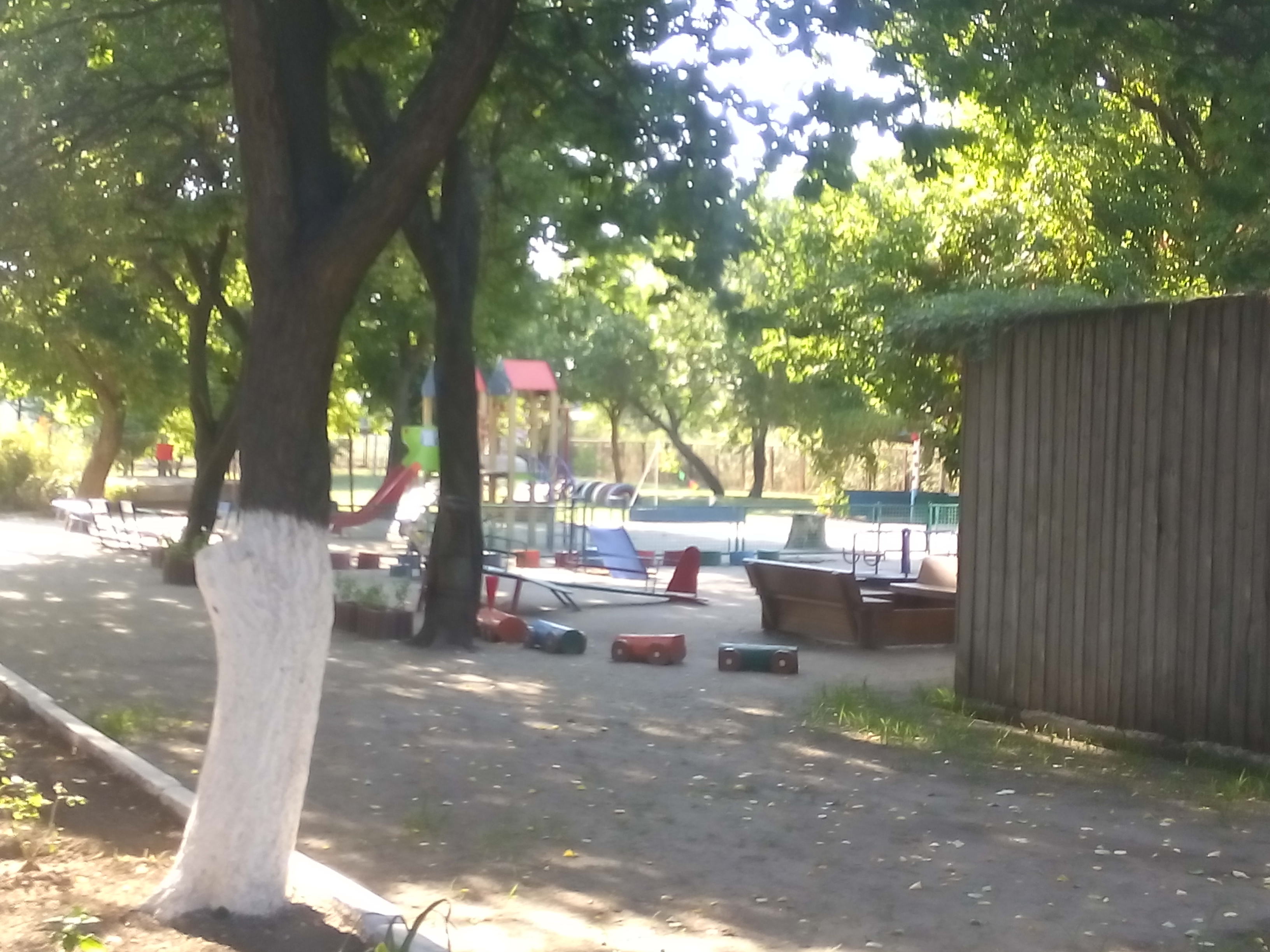
Дитячий дошкільний навчальний заклад
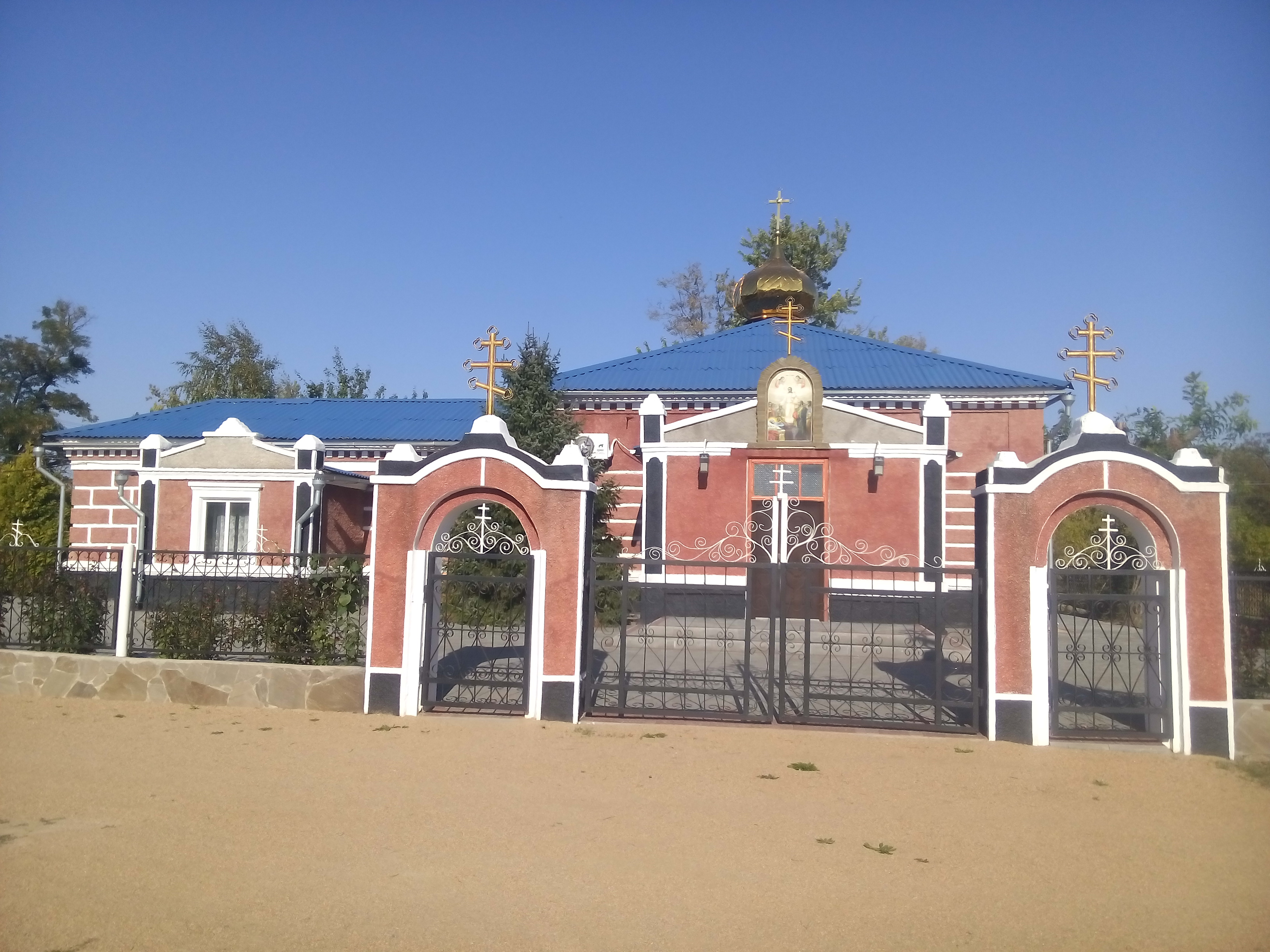
Церква
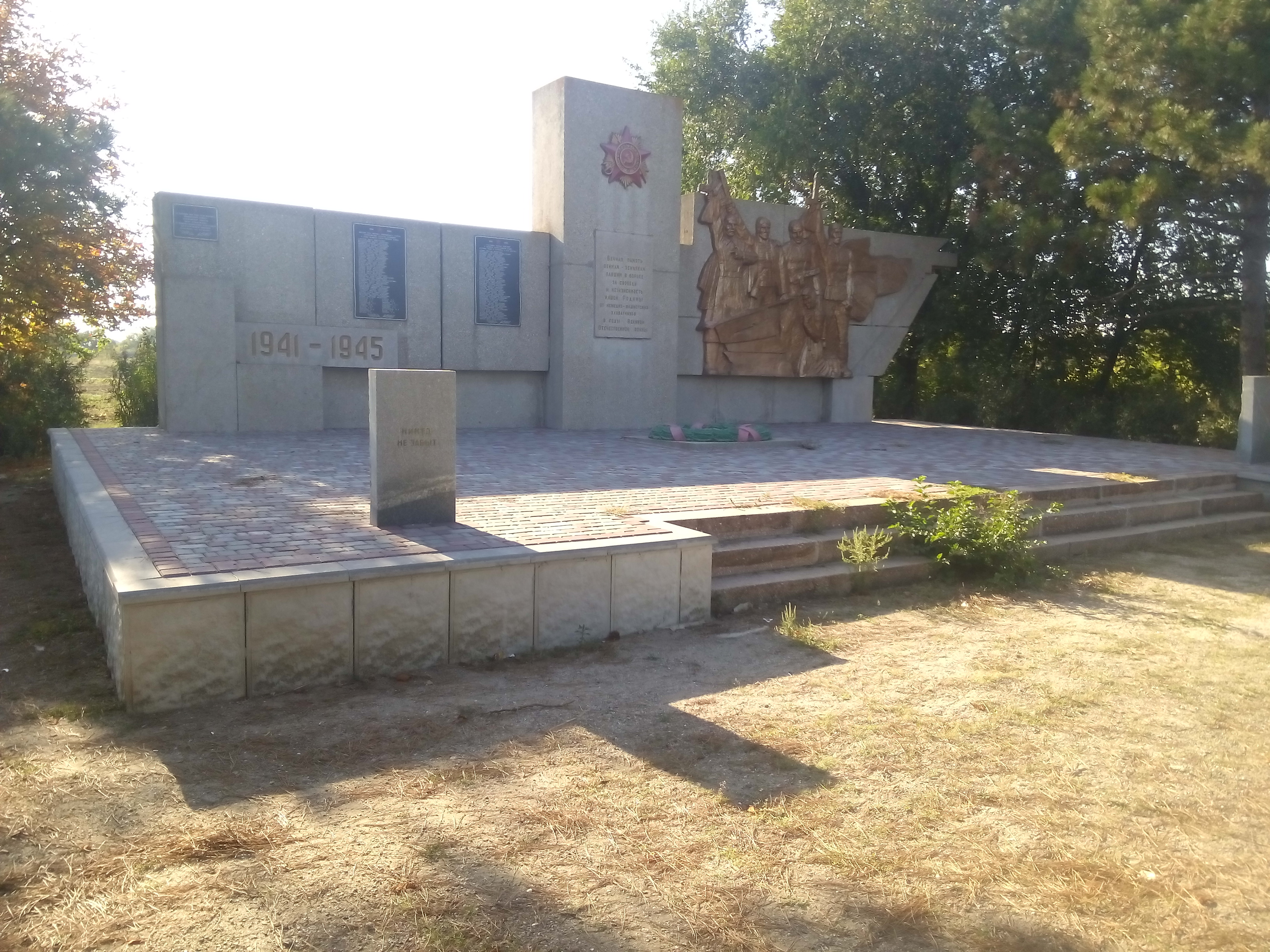
Пам'ятник
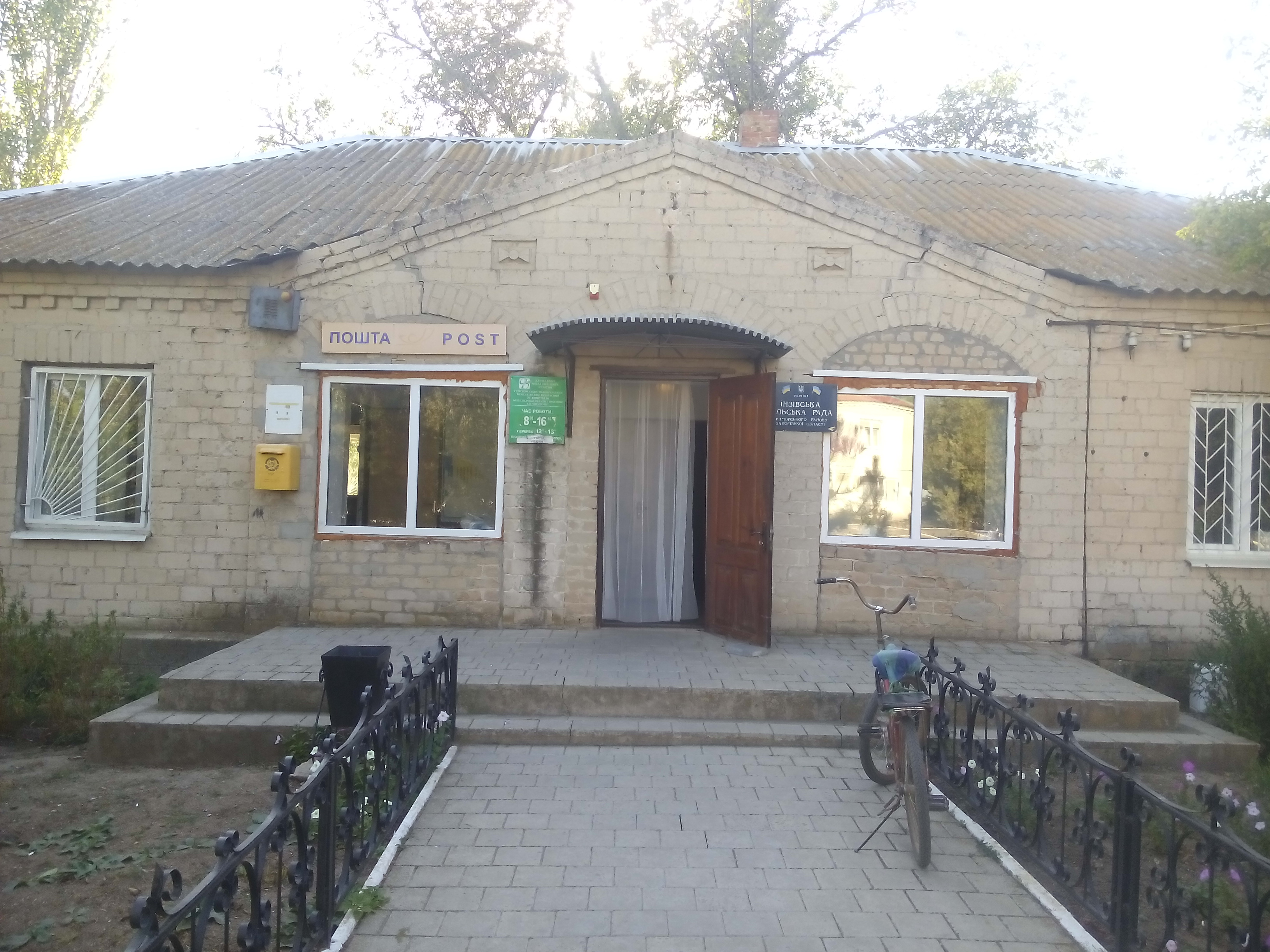
Пошта
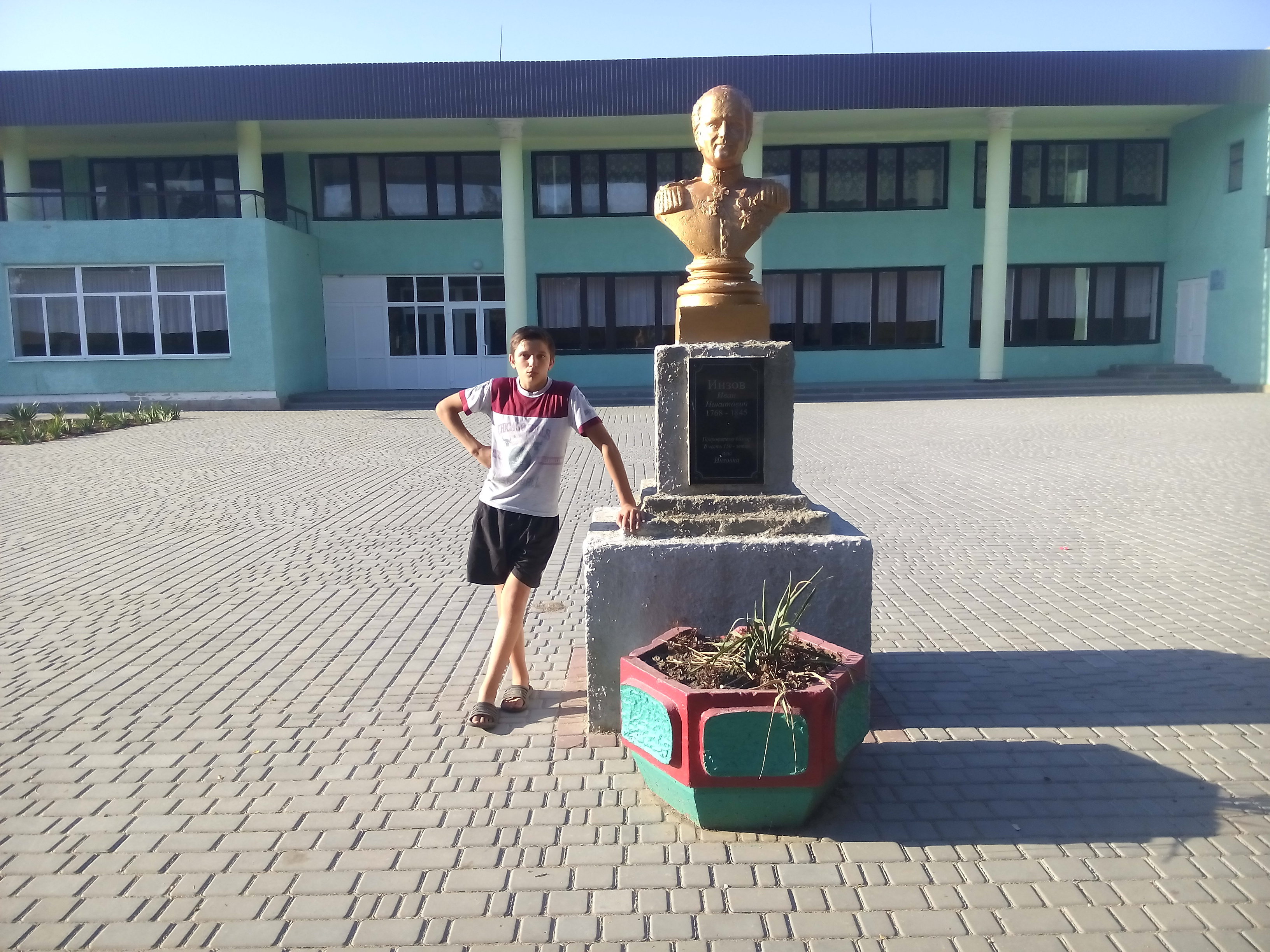
Пам'ятник Івану Інзову
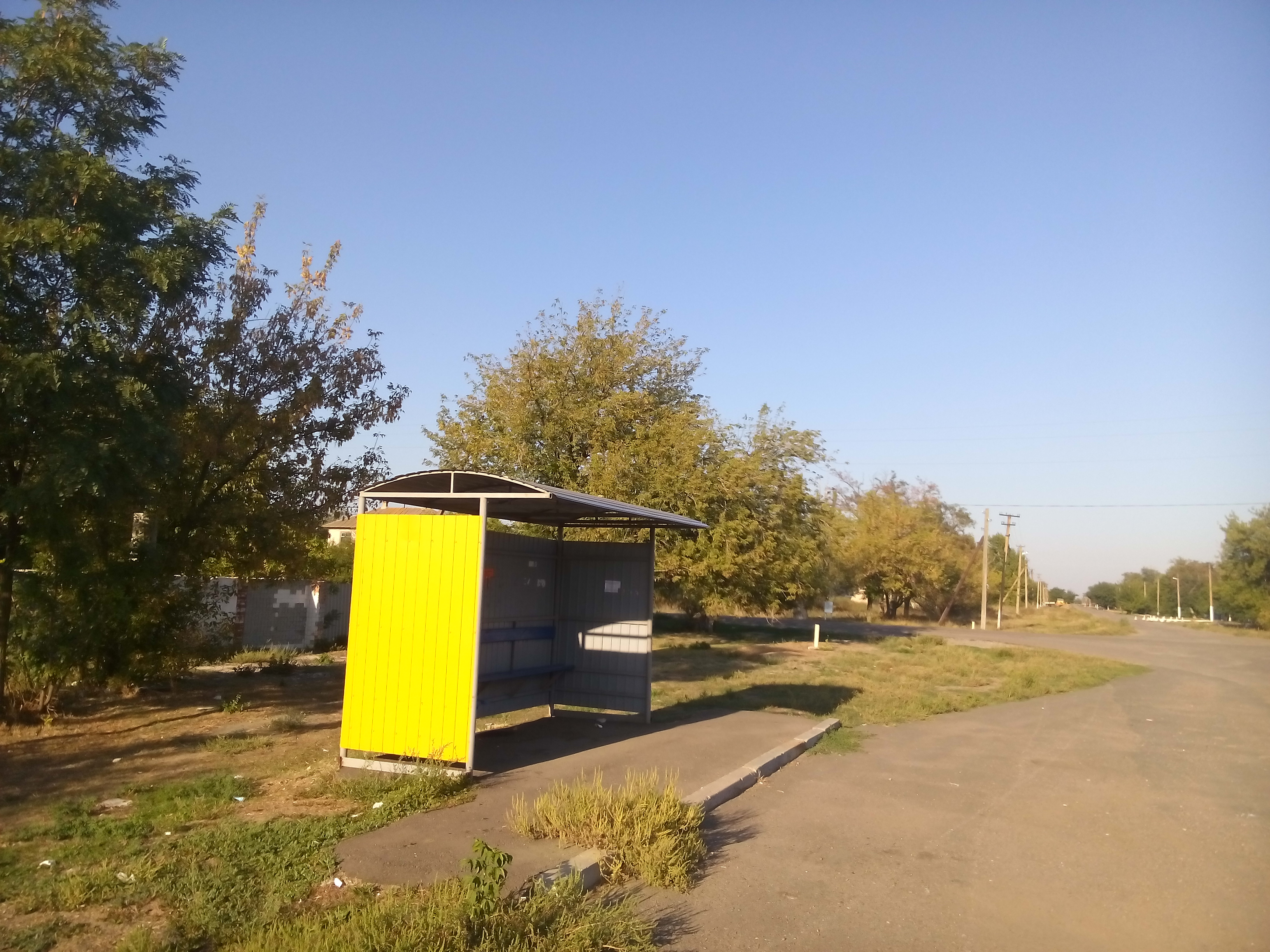
Автобусна зупинка
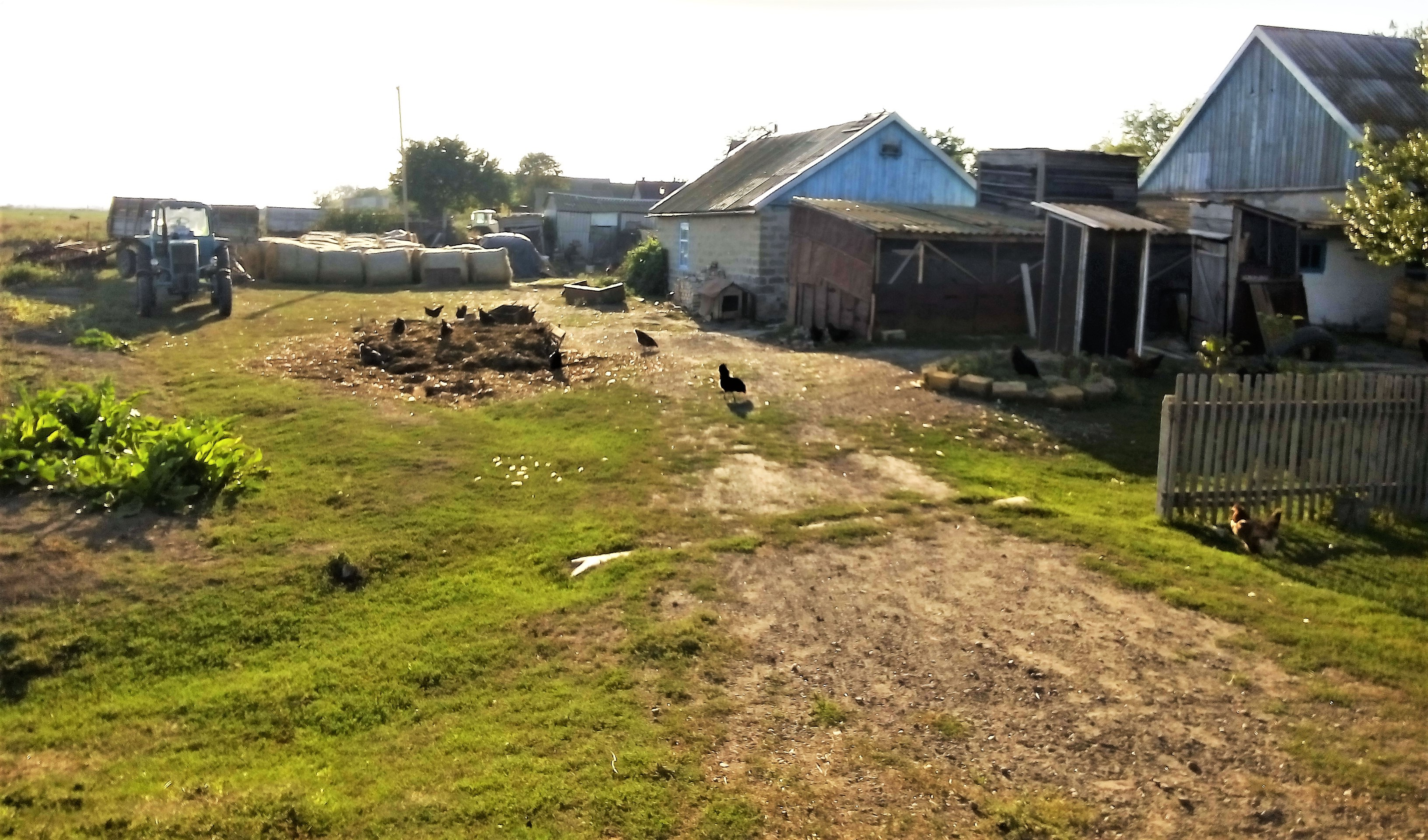
Типове господарство
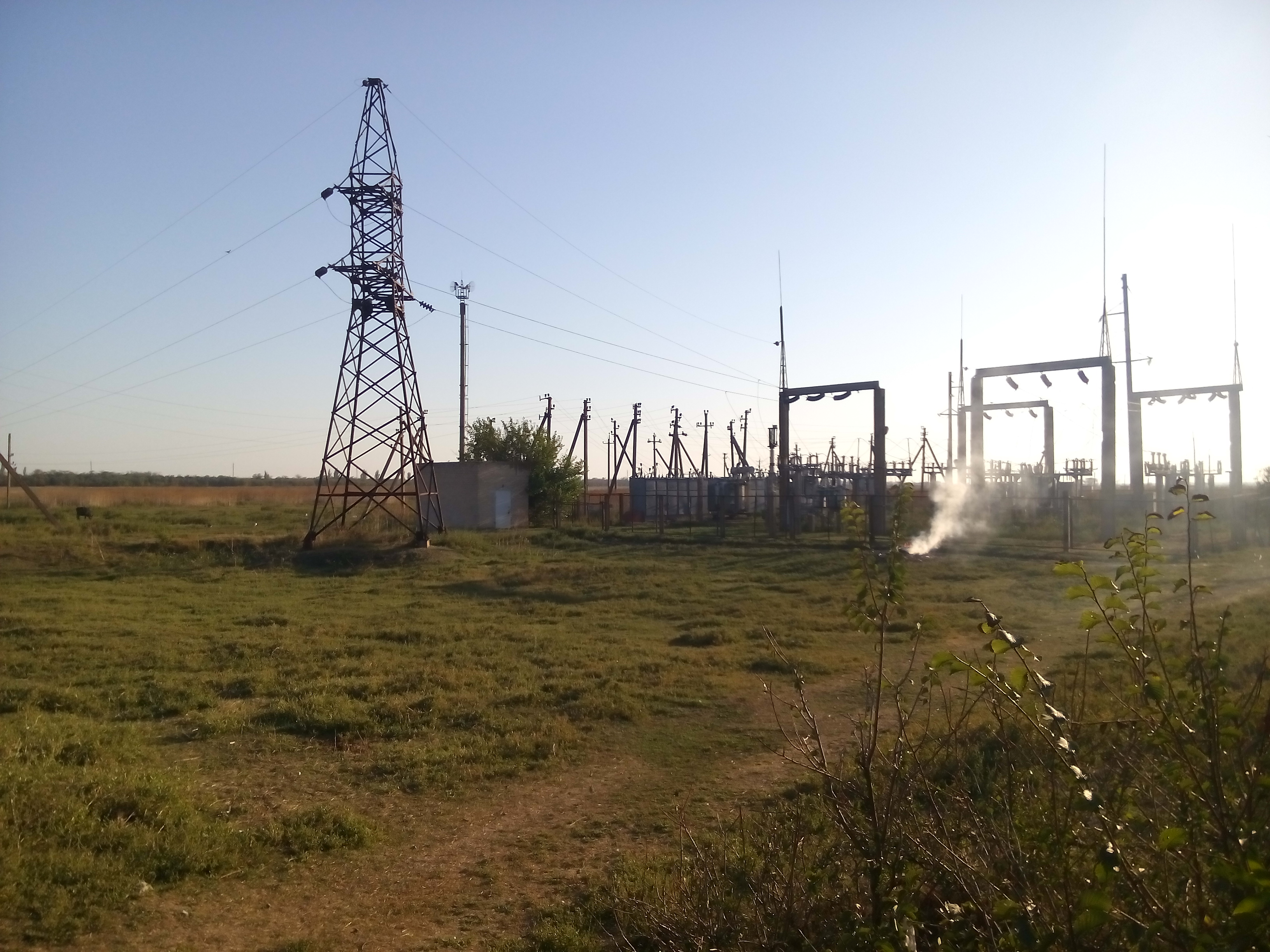
Електрична підстанція
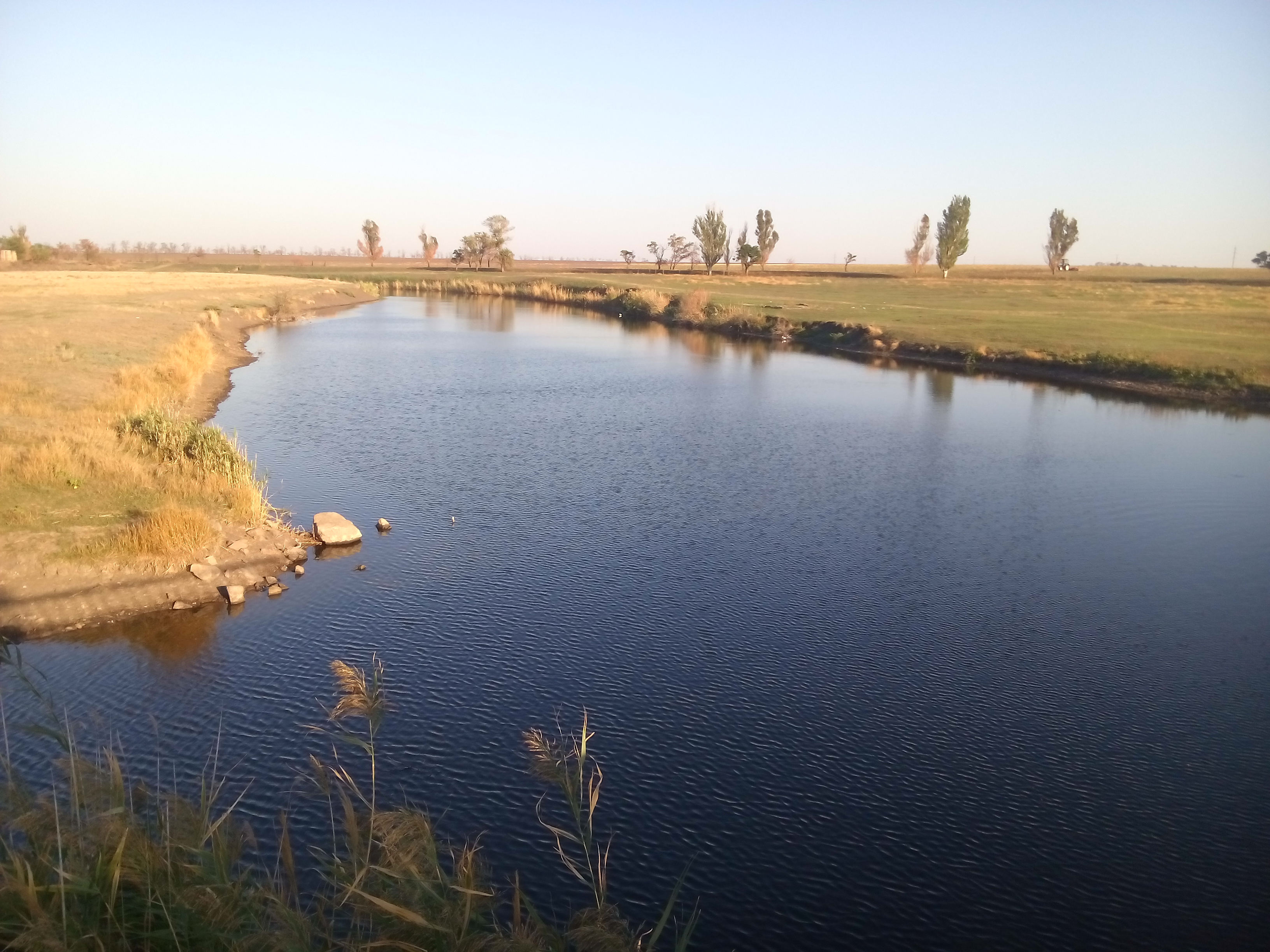
Річка Лозуватка
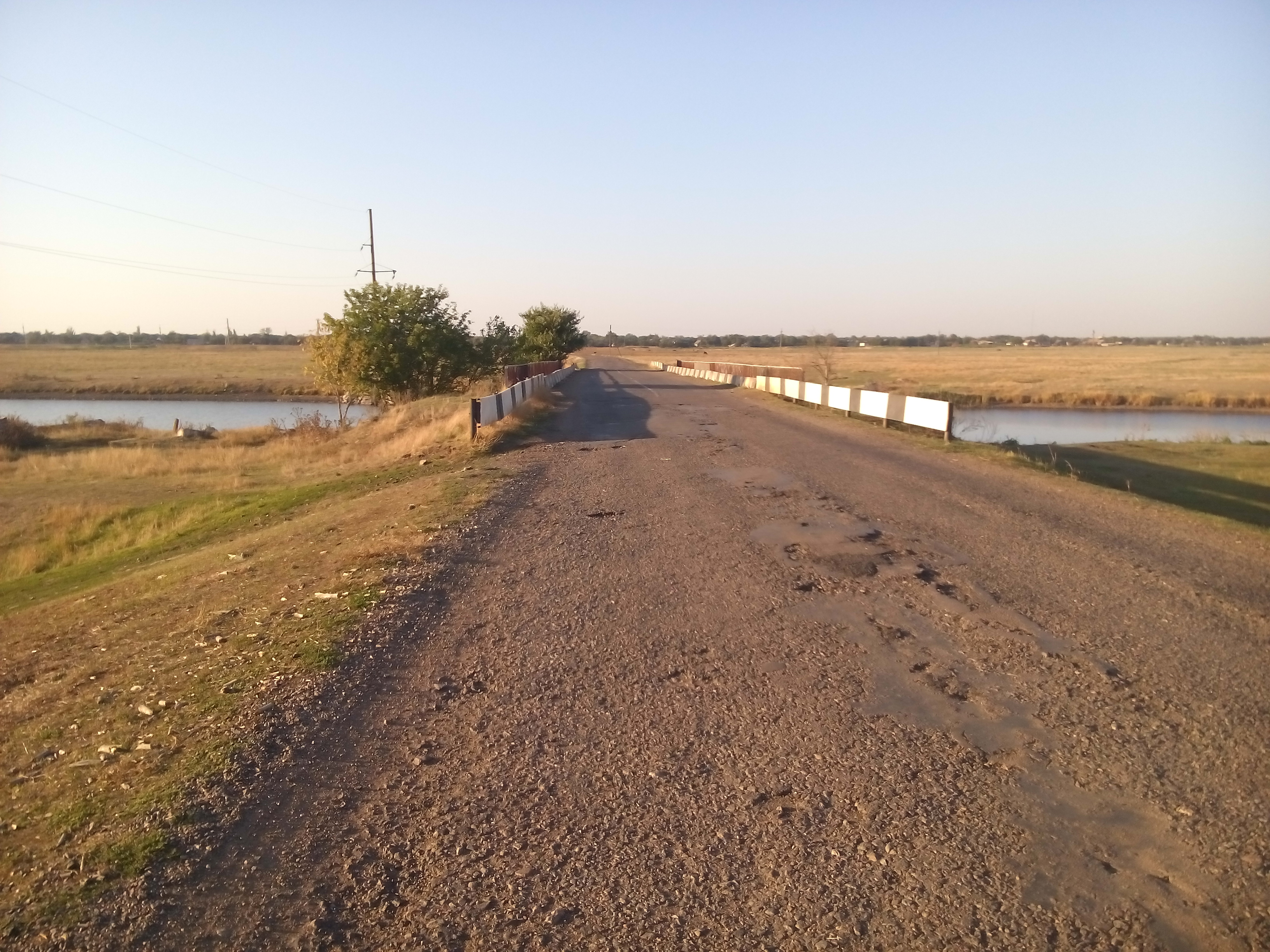
Міст перед селом